# Улица Александра Матросова (Санкт-Петербург)
Улица Алекса́ндра Матро́сова — улица на Выборгской стороне (Выборгский район) Санкт-Петербурга. Проходит от Выборгской набережной до улицы Харченко. Улица названа в честь Героя Советского Союза Александра Матросова (1924—1943).

## История
Изначально улица проходила от набережной до Большого Сампсониевского проспекта и с 1836 года носила название Граничный переулок, так как он разделял участки владельцев промышленных предприятий. В 1849 году появляется название Бате́нинский переулок, а с 1865 года — Батенин.
Название свое Батенинский переулок получил по фарфоровому заводу Ф.С. Батенина, находившегося здесь с 1814 года, который просуществовал до 29 сентября 1838 г., когда на соседней фабрике вспыхнул пожар, уничтоживший все мастерские батенинского завода. После пожара завод не восстанавливали.
16 апреля 1887 года Батенин переулок продлён до современной улицы Харченко и переименован в Батенину улицу. Немного позже улица была продлена до современного Полюстровского проспекта.
В декабре 1952 года Батенина улица была переименована в улицу Александра Матросова в честь героя Великой Отечественной войны А. М. Матросова. Тогда же к ней была присоединена оставшаяся часть Реймеровского проспекта.
Ре́ймеровский проспект (до 1914 года — переулок) был известен с 1887 года по фамилии врача А. К. Реймера, имевшего в начале проспекта две дачи. Проспект пролегал от современных Полюстровского проспекта до проспекта Непокорённых примерно посередине между современными Политехнической улицей и Кушелевской дорогой. В конце 1930-х — начале 1940-х годов, незадолго до начала войны, часть проспекта севернее железнодорожной линии вошла в территорию промышленной застройки.
В начале 1960-х годов часть улицы Александра Матросова также вошла в зоны промышленной и жилой застроек, в результате чего улица была сокращена до улицы Харченко. Таким образом, современная улица Александра Матросова является исключительно бывшей Батениной улицей, присоединённый бывший Реймеровский проспект полностью вошёл в территорию застройки.

## Достопримечательности

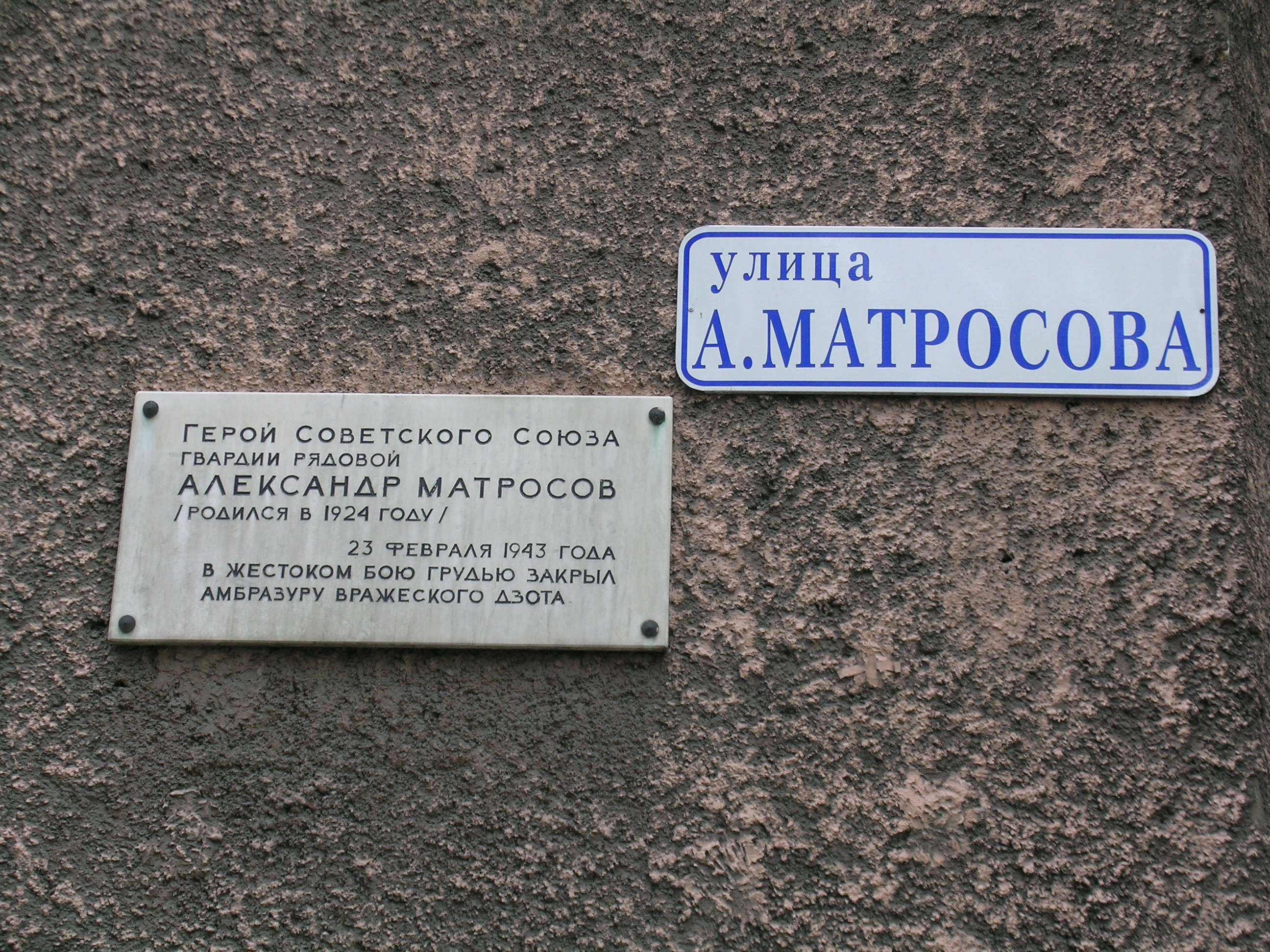
Мемориальная доска на улице А. Матросова

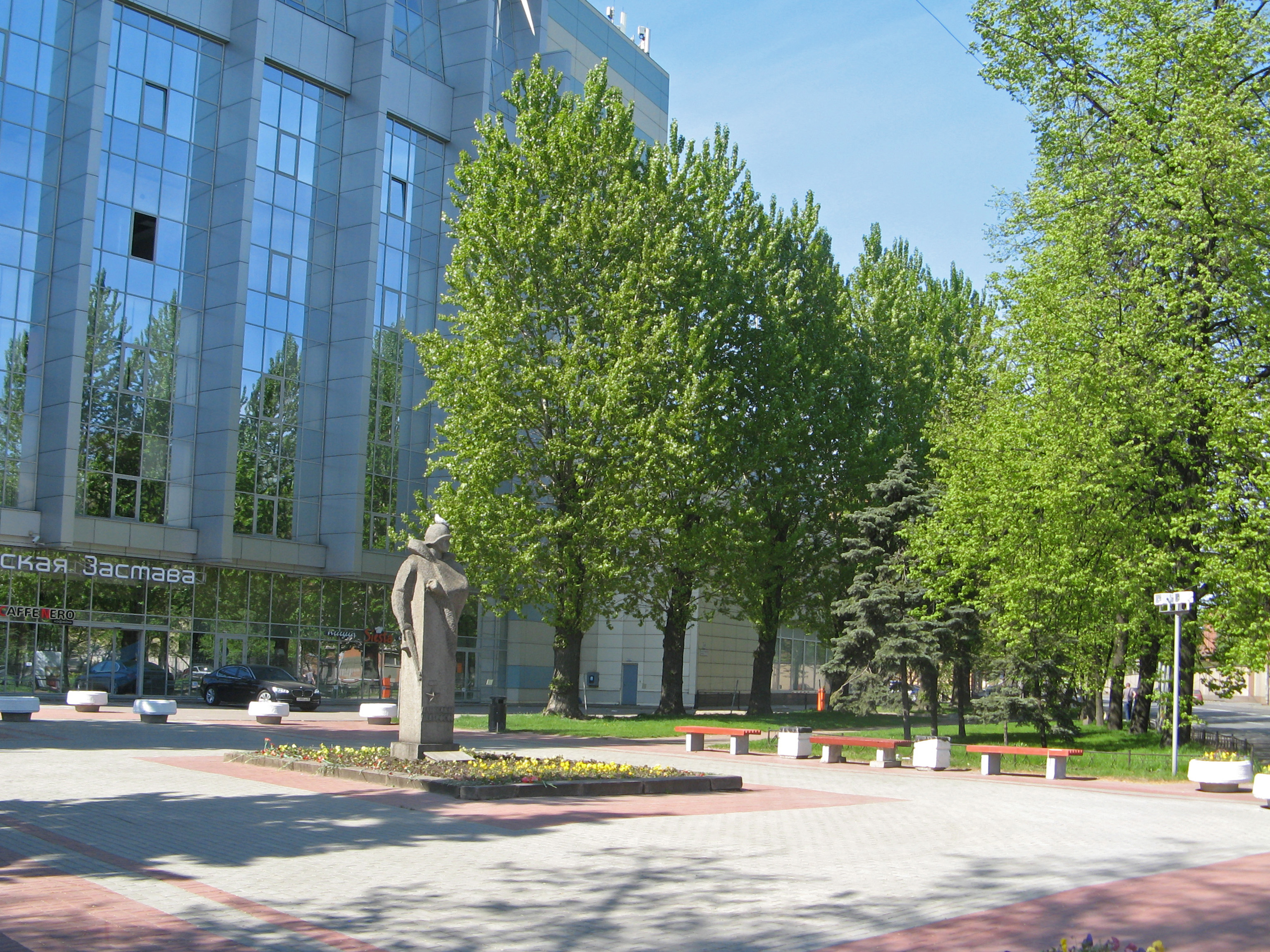
Памятник А. Матросову

Кварталы, идущие по обе стороны улицы от Выборгской набережной до Большого Сампсониевского проспекта заняты промышленными зданиями. Здесь представлены типичные образцы кирпичной промышленной архитектуры конца XIX — начала XX века и более новые корпуса, относящиеся к 70-м годам XX века.
На углу Выборгской набережной (дом № 51) и улицы Александра Матросова (дом № 2) находилась Выборгская бумагопрядильная мануфактура акционерного общества «Воронин, Лютш и Чешер». Её главный корпус был возведен в 1899 году по проекту Василия Косякова. 
Весь квартал от набережной до Большого Сампсониевского проспекта, 66 включительно значится как ул. Александра Матросова, 1. Здесь находились Соединенные механические заводы «Новый Лесснер». Часть производственных помещений, находящихся во дворе, было построено в 1898 году (архитектор К. К. Шмидт). В 1916—1917 годах по проекту инженера-техника С. И. Беляевского было перестроено и надстроено здание конторы, построена амбулатория и цеха. В октябре 2015 года начался снос корпусов завода под строительство жилья и бизнес-центра.
В сквере на углу улицы Александра Матросова и проспекта Карла Маркса 7 мая 1968 года был открыт памятник Александру Матросову (скульптор Л. М. Торич, архитектор Л. И. Шимаковский).
Напротив скверика с памятником, по адресу улица Александра Матросова, 12 находится построенный в 1901 году бывший доходный дом. Архитектор А. Г. Беме. Дом был надстроен в более позднее время.
На улицу Александра Матросова выходит территория Педиатрического института. Изначально комплекс зданий тогда еще городской детской больницы на участке Большой Сампсониевский проспект, 65 — Литовская улица, 2 — улица Александра Матросова, 3 был построен в 1901—1905 годах архитектором М. И. Китнером. В 1925—1935 годы здесь находился Институт охраны материнства и младенчества.
С улицей связана территория Батенинского жилмассива и Батенинских бань.
В доме № 9/37 жила семья Леонида Николаева и Мильды Драуле до их расстрела.
Между Лесным проспектом, улицей Александра Матросова и  Финляндской линией Октябрьской ж/д находится сад Александра Матросова.

## Транспорт
Движение общественного транспорта по улице отсутствует. На Лесном проспекте находится остановка «Улица Александра Матросова», которую обслуживают трамвайные маршруты № 20, 61; автобусные маршруты № 251, 267. На Большом Сампсониевском проспекте одноимённую остановку обслуживает автобусный маршрут № 86.